# Ice Age 2: The Meltdown
Ice Age 2: The Meltdown — компьютерная игра, созданная по мультфильму студии Blue Sky Studios и 20th Century Fox «Ледниковый период 2: Глобальное потепление» в 2006 году. Игра повествует о том, что осталось за кадром фильма, фокусируя внимание на второстепенном персонаже — саблезубой белке по имени Скрэт. Он же и управляется игроком на протяжении почти всей игры.

## Сюжет
Уровень «Аквапарк 01»
Начинается вступительный ролик, в котором Скрэт падает со скалы к главным героям и попадает на ледяной перевал. Он видит Мэнни, Диего и Сида, которые обсуждают длинную дорогу в Аквапарк и геройство Сида. На этой локации идет обучение управлению Скрэтом. Он находит жёлудь, но лёд рушится, и главный герой падает в подземную пещеру. Жёлудь тонет в воде. Ему предстоит приключение чтобы найти жёлудь, а так же знакомство с новыми героями.
Уровень «Аквапарк 02»
Скрэт вылезает в другой местности и находит Ореховый Лаз, через который можно пролезть, собрав определенное количество грецких орехов. На этой локации представлено множество новых возможностей персонажа. Герой может научиться карабкаться и ломать лёд ударом по нему с прыжка. Есть момент, где Скрэт может набрать воды из ключа и взлететь на самый верх локации, где много желудей. Когда Скрэт соберёт все грецкие орехи, он сможет выбраться.
Уровень «Аквапарк 03»
На пути Скрэту встречаются злобные кабаны, которых надо пройти. Будут обучение по атакам и перемещению по скользким стенам. Дальше Скрэт находит пещеру, но её сторожит Диего. Он не хочет, чтобы Скрэт его беспокоил.
Дальше идёт мини-игра. Скрэт должен пробраться мимо Диего, притворяясь мёртвым, если тот повернётся. Её надо пройти, чтобы саблезубый тигр ушёл. В пещере будет Ореховый Лаз. Скрэт найдёт несколько фруктов и научится использовать специальную энергию. Чтобы завершить уровень, надо собрать все грецкие орехи и забраться в Ореховый Лаз. Также Скрэту придется освоить новые навыки для прохождения уровня.
Уровень «Аквапарк 04»
Здесь Скрэт должен научиться кидаться камнями во врагов. Дальше он найдёт пещеру, где его будет останавливать детёныш бронтотерия, после первой его атаки прилетят летучие мыши. Скрэт должен будет поиграть с ними в мини-игру, в чём ему поможет Мэнни. На конце уровня Скрэт встретит высокую скалу. Там стоит глиптодонт, которого нужно ударить, чтобы он рванул к скале и помог Скрэту.
Уровень «Аквапарк 05»
Скрэт должен будет забраться на Пингвинью Гору, на вершине которой будет Быстрый Тони. Он предложит Скрэту игру в боулинг. Скрэт должен пройти эту мини-игру. Но броненосец обманывают его и даёт вместо обещанного золотого ореха грецкий.
Уровень «Потрошитель»
Появляется заставка, где Мэнни за кадром рассказывает историю главных героев. Дальше начинается уровень. Сид прыгает и катается с большой горки. Ему надо набрать 7000 очков. Жёлуди и красные ворота дают очки, а попадания персонажа в сосульки и ледяные глыбы их отнимают. Также при прыжках с уступов Сид должен выполнять трюки, следуя графическим указаниям, отображаемым в виде стрелок на бегущей строке в нижней части экрана. В конце уровня Сид прыгает в воду и плывёт к Мэнни и Диего, которые хвалят его.
Уровень «Лес 01»
Мэнни снова рассказывает историю главных героев, а также говорит о том. Дальше начинается уровень. Скрэт должен научиться качаться на лиане. Он должен найти грецкие орехи, чтобы пройти в Ореховый Лаз. Один из орехов уносит мартышка. Скрэт должен пройти мини-игру с обезьянами и выиграть у них орех. Дальше он пролегает в Ореховый Лаз и направляется по дереву к концу уровня.
Уровень «Лес 02»
Скрэт борется с мартышкой, чтобы отнять у неё орех, но нечаянно распугивает детёнышей кондора. Он должен будет вернуть их в гнездо, чтобы их мать разрешила главному герою перейти на следующую локацию через фуникулёрный трос. Там он должен будет помочь Чолли. Он дразнит детёныша бронтотерия, чтобы тот сбивал яблоки, а Скрэт нёс их к Чолли. После этого халикотерий испускает газы. На звук прибегают Мэнни, Сид и Диего. Мэнни, подумавший, что слышал мамонта, разочаровывается, думая, что он последний в своём роде. Потом друзья уходят. Чолли с помощью газов запускает Скрэта в щели в горе, где лежат грецкие орехи для Орехового Лаза.
Уровень «Лес 03»
Скрэт должен забраться на высокое дерево. Он часто падает, но Элли помогает ему, забрасывая обратно. В конце уровня Крэш и Эдди дразнят Диего. Он должен пройти мини-игру с ними. Затем следует снова ролик, где Мэнни за кадром рассказывает о знакомстве с Элли, Крэшем и Эдди.
Уровень «Ледяная Река»
Скрэт падает в ледяную реку. Он должен собрать 20 орехов, прыгая по льдинам. Соприкосновение с водой отнимает лепестки жизненной силы. Под водой Скрэта поджидает Меловой, который будет выпрыгивать и разрушать льдины. Затем падает льдина с золотым жёлудем. Скрэт добирается до него, но его съедает плиозавр Вихрилла.
Уровень «Водоворот»
Внутри морского ящера Скрэт должен добраться до выхода, где его будут окружать глаза в желудке. Скрэт должен пройти мини-игру с ними и выбраться. Затем Вихрилла выплюнет его.
Уровень «Болото 01»
Скрэт приземляется в болото. Он должен будет найти камни, чтобы закрыть ими дырки в земле и увеличить размеры гейзера, через который Скрэт доберётся до выхода.
Уровень «Болото 02»
Скрэт должен помочь самке кондора распределить яйца по родным гнёздам. Яйца различаются по цвету, в каждом гнезде одно яйцо лишнее. Гнёзда стерегут наседки, Скрэт должен быть осторожен. После того, как все яйца будут в родных гнёздах, кондор поможет Скрэту и отнесёт его к концу уровня.
Уровень «Болото 03»
Чтобы перебраться на другой конец грязевого озера, Скрэт должен пройти мини-игру с детёнышами меритериев. Затем он должен столкнуть одного из детёнышей в грязь, чтобы он помог Скрэту перебраться к концу уровня.
Уровень «Болото 04»
Скрэт попадает в логово пауков. К середине уровня на него нападет гигантский паук-босс. Нужно три раза попасть камешком по его брюшку, после чего он умрёт, а Скрэт использует брюшко как батут, чтобы попасть наверх. Вскоре он найдёт конец уровня.
Уровень «Болото 05»
Меритерии советуют Скрэту оседлать болотную птицу и найти грецкие орехи на возвышенностях. После этого Скрэт должен заткнуть дырку в земле, для того, чтобы гейзер забросил его к последнему грецкому ореху. После этого он сможет пролезть через Ореховый Лаз.
Уровень «Племя Мини-Ленивцев 01»
Сначала Мэнни рассказывает о ночлеге главных героев и о похищении Мини-Ленивцами Сида. Дальше начинается уровень. Скрэт находится около статуи Сида, вокруг которой танцуют Мини-Ленивцы и сам Сид. С Мини-Ленивцами можно разговаривать. Скрэт должен найти Крэша и Эдди, пройти мини-игру с ними, чтобы они отдали ему грецкий орех для Орехового Лаза.
Уровень «Племя Мини-Ленивцев 02»
Скрэт должен найти четыре грецких ореха для Орехового Лаза. Один из них спрятан около водопада, а остальные надо будет получить у Мини-Ленивцев. Мини-Ленивцу-Птичнику надо будет помочь загнать троих его птиц в гнезда, Шаману — накормить тотем, чтобы по нему было можно забраться на его вершину, где лежит грецкий орех. Повару надо будет принести четыре стручка перца.
Уровень «Племя Мини-Ленивцев 03»
Скрэт должен будет помочь шаману зажечь сигнальный огонь на вершине горы. Скрэт должен будет поджечь себе хвост и забраться на вершину горы. Там будет грецкий орех для Орехового Лаза.
Уровень «Племя Мини-Ленивцев 04»
Племя Мини-Ленивцев бросает Сида в пропасть. Скрэт случайно падает за ним. На уровне надо будет найти грецкие орехи для Орехового Лаза.
Уровень «Племя Мини-Ленивцев 05»
Скрэт находит Сида повешенным вниз головой и привязанным верёвками. Сид просит главного героя о помощи. Скрэт должен найти четыре кола с верёвками, которые удерживают Сида, и сломать их. После этого Сид и Скрэт выбираются из пропасти.
Уровень «Ледник 01»
Мэнни рассказывает, как наводнение настигло их, и он отправился спасать Элли. Начинается уровень. Скрэт должен был забраться по леднику наверх. Он забирается в трещину и попадает в заполненную водой пещеру. Диего просит героя помочь ему выбраться. Скрэт нечаянно делает трещину орехом, из которой течёт вода. Диего угрожает Скрэту съесть его, если он всё не исправит. Скрэт делает другую трещину, от которой падает сосулька. Она проделывает ещё одну трещину, в которую утекает вода. Диего помогает Скрэту выбраться.
Уровень «Ледник 02»
Скрэт продолжает лезть по леднику. Он залезает в одну трещину. Ему предстоит найти три грецких ореха для Орехового Лаза. Один из них — в комнате, путь к которой затоплен, другой — в комнате со скелетом динозавра, а третий — в участке, где стоит огромный ледяной куб с замёрзшим мамонтом, которого можно освободить. Также Скрэт должен пробраться через кондора, надев на себя шляпку от скорлупы и притворившись яйцом. Затем Скрэт залезет в Ореховый Лаз и вылезет в конце Ледника. Он должен будет забраться на его вершину и залезть в трещину. Дальше Мэнни начнёт рассказывать, как ледник раскололся (не без помощи Скрэта) и вся вода утекла. Сам Мэнни не знает, что случилось. Дальше он рассказывает, как он нашёл себе пару, Диего перестал бояться воды, а Сид заслужил уважение.

## Рецензии
| Сводный рейтинг       | Сводный рейтинг    | Сводный рейтинг    | Сводный рейтинг      | Сводный рейтинг    | Сводный рейтинг       | Сводный рейтинг      | Сводный рейтинг       |
| Издание               | Оценка             | Оценка             | Оценка               | Оценка             | Оценка                | Оценка               | Оценка                |
| Издание               | DS                 | GBA                | GC                   | PC                 | PS2                   | Wii                  | Xbox                  |
| --------------------- | ------------------ | ------------------ | -------------------- | ------------------ | --------------------- | -------------------- | --------------------- |
| GameRankings          | 48,00 % (3 обзора) | 57,75 % (4 обзора) | 69,33 %              | 67,50 % (2 обзора) | 70,17 %               | 65,33 % (9 обзоров)  | 69,44 %               |
| Metacritic            | N/A                | N/A                | 67 / 100 (9 обзоров) | N/A                | 68 / 100 (19 обзоров) | 66 / 100 (9 обзоров) | 68 / 100 (16 обзоров) |
| MobyRank              | N/A                | 60 / 100           | 72 / 100             | 70 / 100           | 68 / 100              | 64 / 100             | 69 / 100              |
| TopTenReviews         | [ 19 ]             | [ 20 ]             | [ 21 ]               | [ 22 ]             | [ 23 ]                | [ 24 ]               | [ 25 ]                |
| Иноязычные издания    |                    |                    |                      |                    |                       |                      |                       |
| Издание               | Оценка             | Оценка             | Оценка               | Оценка             | Оценка                | Оценка               | Оценка                |
| Издание               | DS                 | GBA                | GC                   | PC                 | PS2                   | Wii                  | Xbox                  |
| AllGame               | N/A                | [ 26 ]             | N/A                  | N/A                | N/A                   | N/A                  | N/A                   |
| Eurogamer             | N/A                | N/A                | N/A                  | N/A                | N/A                   | N/A                  | 4 / 10                |
| GameSpot              | N/A                | N/A                | 7,3 / 10             | N/A                | 7,3 / 10              | 7,0 / 10             | 7,3 / 10              |
| GamesRadar+           | N/A                | N/A                | N/A                  | [ 32 ]             | N/A                   | N/A                  | N/A                   |
| GameTrailers          | N/A                | N/A                | 6,8 / 10             | N/A                | 6,8 / 10              | 6,8 / 10             | 6,8 / 10              |
| IGN                   | 5,5 / 10           | 5 / 10             | N/A                  | N/A                | N/A                   | 7,5 / 10             | 7,9 / 10              |
| OXM                   | N/A                | N/A                | N/A                  | N/A                | N/A                   | N/A                  | 7,0 / 10              |
| TeamXbox              | N/A                | N/A                | N/A                  | N/A                | N/A                   | N/A                  | 6,2 / 10              |
| GameStats             | 4,6 / 10           | 5,0 / 10           | 7,2 / 10             | 7,1 / 10           | 6,5 / 10              | 7,0 / 10             | 6,9 / 10              |
| Русскоязычные издания |                    |                    |                      |                    |                       |                      |                       |
| Издание               | Оценка             | Оценка             | Оценка               | Оценка             | Оценка                | Оценка               | Оценка                |
| Издание               | DS                 | GBA                | GC                   | PC                 | PS2                   | Wii                  | Xbox                  |
| Absolute Games        | N/A                | N/A                | N/A                  | 79 %               | N/A                   | N/A                  | N/A                   |
| «Игромания»           | N/A                | N/A                | N/A                  | 7,5 / 10           | N/A                   | N/A                  | N/A                   |
| «Игры Mail.ru»        | N/A                | N/A                | N/A                  | 6,0 / 10           | N/A                   | N/A                  | N/A                   |
| «Страна игр»          | N/A                | N/A                | N/A                  | 7,0 / 10           | N/A                   | N/A                  | N/A                   |

### Комментарии
1. ↑  Выпущена под торговой маркой Sierra Entertainment.